# Išorai

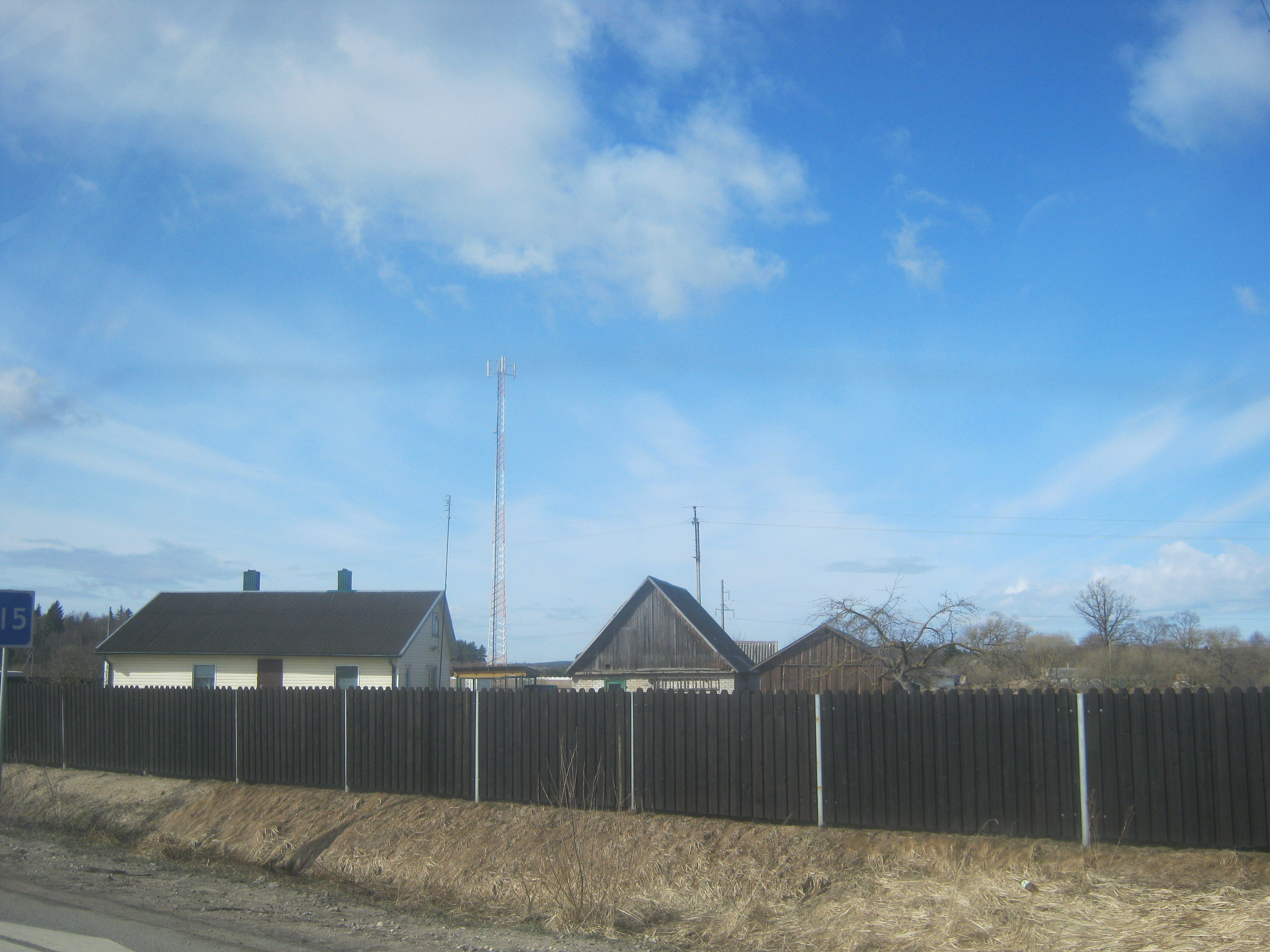
Häuser in Išorai

Išorai ist ein Dorf mit 475 Einwohnern (Stand 2011) in Litauen. Es liegt im Amtsbezirk Užusaliai, in der Rajongemeinde Jonava, Bezirk Kaunas in Litauen. Es liegt an der Fernstraße A6, 10 km südwestlich von der Stadt Jonava. Es ist das Zentrum des Unteramtsbezirks Išorai. Es gibt eine Bibliothek.

## Geschichte
1744 wurde das Dorf erstmals urkundlich erwähnt. Um 1895 gab es Altorthodoxe. Sie bildeten die Gemeinde Rimkai. 1905 bauten sie die orthodoxe Kirche Išorai. 1937 gab es  386 Personen in der Pfarrgemeinde. 1944 wurde die Kirche geschädigt. in Sowjetlitauen wurde sie geschlossen. Von 1958 bis 1963 war das Dorf das Zentrum der Siedlung Sviloniai, von 1950 bis 1992 fakultative Siedlung von Sowchos in Kalnėnai. Seit 1993 gibt es eine Grundschule.